# Кокия-Кая-Баш
Кокия-Кая-Баш, или Кокия-Кала — «Голубая скала» (558,5 м) — самая высокая вершина на мысе Айя, находится западнее горы Куш-Кая. Это — плосковершинная гора, которая обрывается к юго-западу гигантскими скальными ребрами; её отвесная юго-западная стена, падая в море, образует мыс Айя. Расположена в 5 км к югу от села Гончарное. 
На Кокия-Кая  было средневековое укрепление XIII—XIV века.